# Дивний характер
«Дивний характер» (рос. «Чудный характер») — радянський художній фільм 1970 року, знятий режисером Костянтином Воїновим за сценарієм Едварда Радзинського.

## Сюжет
Співачка Надія Казакова з Сибіру, з непростим характером і непередбачуваними вчинками, невпорядкованим особистим життям, приїхала в південне приморське місто, щоб заспівати на міжнародному молодіжному фестивалі. Але вже на першій репетиції її чекав провал, через що вона погодилася поїхати з концертом до робітників на ГЕС, що будується в горах. Тут до неї прийшло натхнення, успіх, і… нерозділене кохання.

## У ролях
- Тетяна Дороніна — Надія Казакова
- Анатолій Азо — інженер Соколов
- Геннадій Кринкін — інженер Омельченко
- Володимир Басов — антрепренер Єфімов
- Юрій Силантьєв — диригент
- Майя Головня — Клавдія, співачка
- Леонід Плешаков — Гусенко

## Знімальна група
- Автор сценарію: Едвард Радзинський
- Постановник: Костянтин Воїнов
- Головний оператор: Микола Олоновський
- Композитор: Едуард Артем'єв
- Текст пісень:  Леонід Дербеньов,  Роберт Рождественський
- Художник: Наталія Мєшкова
- Звукооператор: Віктор Зорін